# Statusleiste
Die Statusleiste (engl. status bar), auch Statuszeile genannt, ist ein passives Steuerelement eines Computerprogramms oder eines Betriebssystems eines mobilen Gerätes, das sich meist am Rand des Bildschirms befindet, bei ersterem unten, bei letzterem oben, und Informationen über den Status des Programms oder sonstiger Benachrichtigungen auf dem Smartphone oder Tablet anzeigt.

## Funktionsweise
Durch Ziehen der Statusleiste nach unten wird in letzterem Fall meist eine detaillierte Übersicht aufgeklappt. In einem Webbrowser beispielsweise (siehe Abbildung) wird angezeigt, wie weit der Ladevorgang einer Webseite fortgeschritten ist bzw. ob alle Elemente der Seite bereits geladen wurden. In einem Grafikprogramm dagegen häufig die aktuelle Position des Mauszeigers auf der Arbeitsfläche.

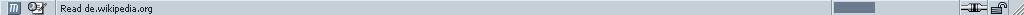
Die Statusleiste im Webbrowser Mozilla Firefox während des Ladens der Wikipedia-Hauptseite

Die Statusleiste ist normalerweise durch vertikale Linien in mehrere Abschnitte unterteilt, die manchmal auch Symbole enthalten können (siehe Abbildung). In einem Webbrowser zum Beispiel zeigt ein geschlossenes Vorhängeschlosssymbol  an, dass die aktuelle Webseite über eine sichere Verbindung übertragen wurde.
In einem geöffneten Fenster auf dem Desktop, zum Beispiel im Windows-Explorer, wird beispielsweise die Anzahl der Elemente im Ordner und die Anzahl der ausgewählten Elemente angezeigt. Adobe Photoshop verwendet die Statusleiste, um die Größe des aktuellen Bildes, den Zoomfaktor und andere Informationen anzuzeigen. Webbrowser verwenden die Statusleiste, um die Webadresse eines Hyperlinks anzuzeigen, wenn der Benutzer den Cursor darüber bewegt. Außerdem wird der Status des Ladens von Webseiten sowie Fehlermeldungen angezeigt.
Wenn die Statusleiste im Webbrowser oder einem anderen Programm nicht angezeigt wird, kann sie möglicherweise aktiviert werden, indem im Menü „Ansicht“ der Anwendung die Option „Statusleiste anzeigen“ ausgewählt wird. Wenn diese Option im Menü „Ansicht“ nicht verfügbar ist, verwendet das Programm möglicherweise keine Statusleiste. Einige Programme verwenden stattdessen ein Statusfenster, um die aktuelle Aktivität in der Anwendung anzuzeigen. Die Option zum Anzeigen dieses Fensters findet man normalerweise im Menü „Fenster“.
In einem Fenster mit variabler Größe, zeigt die Statusleiste auf der rechten Seite oft einen kleinen schraffierten Bereich (englisch size grip) an. Befindet sich der Mauszeiger darüber, kann durch Ziehen mit gedrückter Primärtaste (i. d. R. linke Maustaste) die Größe des Fensters frei angepasst werden.

## Programmierung

### C#
Das folgende Beispiel in der Programmiersprache C# zeigt die Implementierung eines Hauptfensters mit einer Statusleiste, die zwei Elemente vom Typ StatusBarPanel enthält.
```
using
 
System.Windows.Forms
;

public
 
class
 
MainForm
 
:
 
System
.
Windows
.
Forms
.
Form

{
		

	
private
 
System
.
Windows
.
Forms
.
StatusBar
 
newStatusBar
;

	

	
private
 
System
.
Windows
.
Forms
.
StatusBarPanel
 
messageStatusBarPanel
;

	
private
 
System
.
Windows
.
Forms
.
StatusBarPanel
 
dateStatusBarPanel
;

	

	
// Konstruktor des MainForms.

	
public
 
MainForm
()

	
{

		
InitializeStatusBar
();

	
}

	

	
// Startet die Anwendung und erzeugt das MainForm durch Aufruf des Konstruktors.

    
public
 
static
 
void
 
Main
()

    
{

        
Application
.
Run
(
new
 
MainForm
());

    
}

	

	
// Initialisiert die Statusleiste.

	
private
 
void
 
InitializeStatusBar
()

	
{

		
// Erzeugt eine Statusleiste und 2 Panels für die Statusleiste.

		

		
newStatusBar
 
=
 
new
 
StatusBar
();

		

		
messageStatusBarPanel
 
=
 
new
 
StatusBarPanel
();

		
dateStatusBarPanel
 
=
 
new
 
StatusBarPanel
();

		

		
SuspendLayout
();

		

		
messageStatusBarPanel
.
AutoSize
 
=
 
StatusBarPanelAutoSize
.
Spring
;

		
messageStatusBarPanel
.
BorderStyle
 
=
 
StatusBarPanelBorderStyle
.
Sunken
;

		
messageStatusBarPanel
.
Text
 
=
 
"Erstellen erfolgreich abgeschlossen."
;
 
// Beschriftet das 1. Panel.

		

		
dateStatusBarPanel
.
AutoSize
 
=
 
StatusBarPanelAutoSize
.
Contents
;

		
dateStatusBarPanel
.
BorderStyle
 
=
 
StatusBarPanelBorderStyle
.
Raised
;

		
dateStatusBarPanel
.
Text
 
=
 
System
.
DateTime
.
Today
.
ToLongDateString
();
 
// Beschriftet das 2. Panel mit dem aktuellen Datum.

		

		
newStatusBar
.
ShowPanels
 
=
 
true
;
 
// Legt fest, dass die Panels der Statusleiste angezeigt werden.

		
// Fügt die Panels der Statusleiste hinzu.

		
newStatusBar
.
Panels
.
Add
(
messageStatusBarPanel
);

		
newStatusBar
.
Panels
.
Add
(
dateStatusBarPanel
);

		
Controls
.
Add
(
newStatusBar
);
 
// Fügt die Statusleiste dem Fenster hinzu.

		

		
Text
 
=
 
"Beispiel Statusleiste"
;

		

		
ResumeLayout
(
false
);

		
PerformLayout
();

	
}

}

```